# Sant Francesc de Paula de Rialb
Sant Francesc de Paula de Rialb és una capella de la vila de Rialb, dins de l'antic terme municipal primigeni, a la comarca del Pallars Sobirà.
Està situada en el centre de la vila, a l'antic Col·legi dels Pares de Sant Vicenç de Paül de la vila.